# Luis Alberto Ammann
Luis Alberto Ammann (Villa Dolores, Córdoba, 17 de noviembre de 1942 - Buenos Aires, 6 de noviembre de 2020) fue un político, maestro, periodista, escritor y licenciado en Letras Modernas argentino. Dirigente del Partido Humanista de Argentina, fue candidato a Presidente de la Nación en las elecciones de 2007, en las que obtuvo 0,41% de los votos.

## Trayectoria profesional
Luis Ammann se licenció en Letras Modernas, especializado en lingüística en la Universidad Nacional de Córdoba (Argentina) y filología en la Universidad de La Laguna en Tenerife (España).
Se desempeñó como profesor en la Escuela de Periodismo en la Universidad Popular de Bell Ville, Córdoba, hasta 1976. 
Como periodista, fue redactor del diario La Voz del Interior, jefe de Redacción de la revista Jerónimo, redactor en jefe del periódico Cuestión, redactor del informativo de Radio Municipal de Córdoba, reportero free-lance en las revistas Confirmado, Parabrisas Corsa y Panorama (Buenos Aires) y columnista en la radio Siglo XXI de Mendoza. Tuvo a su cargo una columna de política internacional en el programa Cuadro de Situación, en Radio Nacional Clásica (96.7 FM).

## Trayectoria política
En 1969 comenzó a trabajar en un grupo de investigación formado en torno a las ideas de Mario Luis Rodríguez Cobos conocido también como "Silo", formulando el concepto de "autoliberación". En los años 1970 promueve la formación del Synthesis Institute para divulgar el sistema de "autoliberación". En 1980 publicó el libro Autoliberación.
En 1984 fue fundador del Partido Humanista de Argentina (PH), organización de la que fue secretario general durante doce años, desde su fundación hasta 1994, y entre 2001 hasta 2003. Durante su primera gestión el PH adoptó una política frentista, afiliándose al Frente Amplio de Liberación (FRAL), junto al Partido Comunista y al Partido Verde, en 1987.
En 1989 fue candidato a Presidente de la Nación, por el Frente Humanista Verde, obteniendo el 0,26% de los votos. 
En 1991 fue el firmante por el PH cuando este se integró al FREDEJUSO, del que se retirarían junto al PCA y Pino Solanas.
Dejó el cargo de secretario general del PH en 1994 cuando este se fusionó con el Partido Verde y Lía Méndez fue elegida secretaria general. 
En 1989 fue elegido Vicepresidente para América Latina de la Internacional Humanista, organismo que reúne a los Partidos Humanistas del Mundo, desempeñándose en ese cargo hasta la actualidad. 
En 2001 fue elegido para la mayor instancia del Movimiento Humanista, la Asamblea, como Coordinador Delegado (cargo superior de coordinación).
En 2004 fue designado encargado del Área de Capacitación del Consejo Nacional del PH.
Ha sido varias veces candidato a diputado nacional por el PH. Para las elecciones de Senadores Nacionales del 23 de octubre de 2005, fue elegido por el Partido Humanista como candidato titular n.° 1 por Buenos Aires, siendo acompañado en el n.° 2 por Alicia Blanco, obteniendo 110.966 votos (1,66%), el 7° lugar entre 17 listas. 
En 2007 fue elegido como candidato a Presidente de la Nación por el FRAL (frente entre el Partido Humanista y el Partido Comunista). Fue acompañado por Rogelio De Leonardi como candidato a Vicepresidente, para las elecciones presidenciales de 2007, obteniendo el 0,41% de los votos (75.645 sufragios).

## Publicaciones
- Autoliberación (1979)